# کریم درمانه
کریم درمانه (انگلیسی: Karim Dermane؛ زادهٔ ۲۶ دسامبر ۲۰۰۳) بازیکن فوتبال اهل توگو است.
وی همچنین در تیم‌های ملی فوتبال زیر ۲۳ سال و بزرگسالان توگو بازی کرده‌است.